# 복음주의 신학사전
복음주의 신학사전(Evangelical Dictionary of Theology)은 미국의 베이커 출판사의 작품이다. 1984년에 초판이 나오고 2001년에 2판이 나왔다. 편집자는 월터 A. 엘웰(Water A. Elwell)이다. 이 사전은 베이커 신학사전 (Baker's Dictionary of Theology)의 후속 사전이다. 존 제퍼슨 데이비스는 복음주의 학문의 탁월한 작품으로 묘사하며, 트리니티 신학교의 총장인 데이비드 닥커리는 그것이 "성경 신학, 역사신학, 조직신학 분야에서 뛰어난 공헌"을 준것으로 말한다.